# Babinek, Hạt Pyrzyce
Babinek [baˈbinɛk] là một ngôi làng thuộc khu hành chính của Gmina Bielice, thuộc hạt Pyrzyce, West Pomeranian Voivodeship, ở phía tây bắc Ba Lan. Nó nằm khoảng 7 kilômét (4 mi)   phía bắc Bielice, 18 km (11 mi) phía tây bắc Pyrzyce và 20 km (12 mi) về phía đông nam của thủ đô khu vực Szczecin.